# اللجنة الأولمبية الأردنية
اللجنة الأولمبية الأردنية مؤسسة رياضية أردنية غير ربحية، تضم تحت مظلتها 43 اتحاداً رياضياً تشمل رياضات أولمبية وغير أولمبية. يتولى رئاسة اللجنة الأمير فيصل بن الحسين. تأسست اللجنة سنة 1957 (وهو نفس العام الذي تأسست فيه كل من اللجنة الأولمبية التونسية واللجنة الأولمبية الكويتية)، واعترفت بها اللجنة الأولمبية الدولية سنة 1963.
تعمل اللجنة الأولمبية الأردنية على دعم وتطوير الرياضة والأنشطة الرياضية في الأردن، بما يتوافق مع مبادئ الميثاق الأولمبي وجعل القيم الرياضية والأولمبية منهجاً لحياة الأردنيين، وأن تكون الإنجازات الرياضية مصدراً للفخر الوطني، وتعزيز دور الأردن الريادي والتنافسي، حيث تقوم اللجنة بدعم هذه الإتحادات ضمن أسس ممنهجة لضمان الخروج بجيل رياضي قادر على المنافسة في مختلف البطولات القارية والعالمية.

## مجلس الإدارة
يتكون مجلس الإدارة من الرئيس وثلاث نواب للرئيس والأمين العام وأعضاء مجلس الإدارة، وهم كما يلي:
1. الرئيس: الأمير فيصل بن الحسين. [4]
2. نائب الرئيس: وزير الشباب.
3. نائب الرئيس: ساري حمدان.
4. نائب الرئيس: خالد العطيات.
5. الأمين العام: رنا السعيد.[5]

### الأعضاء
- الأميرة آية بنت الفيصل
- الأميرة زينة راشد
- نادين دواني
- أحمد الهناندة
- أمين المومني
- حسام بركات
- طارق الزعبي
- ماهر محفوظ
- جمال الفاعوري
- عمر بني هاني
- تيسير المنسي
- لؤي عميش
- معين الفاعوري

## لجنة اللاعبين
أنشئت لجنة اللاعبين بتوصيات من الأمير فيصل بن الحسين رئيس اللجنة الأولمبية، الذي يولي اهتماماً كبيراً بقضايا اللاعبين وحل المشاكل التي من الممكن أن يتعرضوا لها أثناء مسيرتهم الرياضية. وتسعى اللجنة إلى إتخاذ كافة التدابير التي من شأنها أن تحل القضايا التي تواجه لاعبي المنتخبات الوطنية ووضع التدابير الوقائية التي تحد منها.

## مبادرة قصي
تهدف هذه المبادرة إلى النهوض بواقع العلاج الطبي الرياضي في المملكة، وقام بإطلاق هذه المبادرة الأمير الحسين بن عبد الله الثاني ولي عهد الأردن عام 2014، تخليدا لذكرى اللاعب الأردني قصي الخوالدة، الذي توفي بسبب حادث في أحد الملاعب الرياضيّة.
تعمل مبادرة قصي على رفع جاهزية المعالجين والطواقم الطبيّة الرياضيّة في مجال تقديم الإسعافات الأولية السليمة للرياضيّين داخل الملعب وخارجه، بالتعاون مع الاتحاد العالمي للتدريب والعلاج (WFATT)، والارتقاء بمستوى وأداء خبراء العلاج الرياضي في الأردن، وتنمية خبراتهم في هذا المجال وتقديم العناية الطبية المثالية للرياضيين، بالإضافة إلى إنشاء برامج تدريب لتخريج خبراء متخصصين في العلاج الرياضي على درجة عالية من الكفاءة.
حققت مبادرة قصي العديد من الإنجازات على الصعيدين المحلي والدولي، فقد شاركت في عدة فعاليات رياضية على مستوى العالم مثل الدورة الرابعة من ألعاب التضامن الإسلامي التي أقيمت في باكو عام 2017، والدورة الثانية من بطولة آسيا للرياضيين الشباب في 2017، حيث عملت على تشخيص الإصابات بين صفوف الرياضيين وتقديم الدعم والمتابعة لمن احتاج لها من المشاركين، وقامت بإنقاذ حياة إثنين من اللاعبين، تعرضوا لإصابات كادت أن تودي بحياتهم.
لعبت مبادرة قصي دوراً فعّالاً خلال فعاليات دورة كأس العالم للسيدات تحت سن 17 سنة والتي أقيمت في الأردن، حيث قامت بإنشاء مراكز طبية في المدرجات، بالإضافة إلى مراقبة تعاطي المُنشّطات بين اللاعبين وتوفير فرق طبية للحالات الطارئة.

## الاتحادات الرياضية
يقع تحت مظلة اللجنة الأولمبية الأردنية 43 اتحاد رياضي، في عام 1949 تأسس الاتحاد الأردني لكرة القدم والذي كان عضواً مؤسساً في الاتحاد العربي لكرة القدم. العقد السبعيانات من القرن العشرين تأسيس عدد من الاندية الرياضية في الأردن مما دعا لتأسيس عدد من الاتحادار الرياضية والتي منها: اتحاد الشطرنج 1973، اتحاد الرماية، 1974، اتحادات الجمباز والتايكواندو والسباحة والكراتيه والسكواش 1979 واتحاد التنس الأرضي 1980، وخلال عقد الثمانينات تم الإعلان عن تأسيس 10 اتحادات رياضية جديدة، الأمر الذي وسع من دائرة البطولات والمشاركات الداخلية والخارجية.
تضم الاتحادات الرياضية مختلف الرياضات الفردية والجماعية:
- الاتحاد الأردني للاعلام الرياضي
- الاتحاد الأردني للبريدج
- الاتحاد الأردني للجمباز
- الاتحاد الأردني لألعاب القوى
- لجنة الألعاب الالكترونية المؤقتة
- الاتحاد الأردني المؤقت للكندو
- اتحاد الوشو كونغ فو المؤقت
- الاتحاد الأردني للبلياردو والسنوكر
- الاتحاد الأردني للكرة الطائرة
- الاتحاد الأردني لكرة اليد
- الاتحاد الأردني للمصارعة
- الاتحاد الأردني للبولينج
- الاتحاد الأردني لبناء الأجسام واللياقة البدنية
- الاتحاد الأردني للتايكواندو
- رابطة التراثليون
- الاتحاد الأردني للتنس
- الاتحاد الأردني للجمباز
- الاتحاد الأردني للجودو
- الاتحاد الأردني للجولف
- الاتحاد الأردني لكرة السلة
- الاتحاد الأردني للكيك بوكسينغ
- الاتحاد الأردني للملاكمة الهواة
- الاتحاد الأردني للجيوجيتسو
- الاتحاد الأردني للدراجات
- لجنة الرجبي الأردنية
- الاتحاد الأردني لرفع الأثقال
- الاتحاد الملكي الأردني للرماية
- الاتحاد الملكي الأردني للرياضات البحرية
- الاتحاد الأردني للرياضات المدرسية
- اللجنة الأردنية لرياضة الهجن
- الاتحاد الأردني لكرة القدم
- لجنة كرة السلة
- الاتحاد الأردني المؤقت للمواي تاي
- الاتحاد الأردني للريشة الطائرة
- الاتحاد الأردني للسباحة
- الاتحاد الأردني للسكواش
- الاتحاد الأردني للشركات
- الاتحاد الملكي الأردني للشطرنج
- الاتحاد الأردني للطب الرياضي
- الاتحاد الملكي الأردني للفروسية
- الاتحاد الأردني للكراتيه
- الاتحاد الأردني لكرة الطاولة
- الاتحاد الأردني للمبارزة

## الإنجازات
حققت اللجنة منذ تأسيسها العديد من الإنجازات المحلية والدولية :
| الحدث                                                   | الميداليات | الميداليات | الميداليات |
| الحدث                                                   | ذهبية      | فضية       | برونزية    |
| ------------------------------------------------------- | ---------- | ---------- | ---------- |
| بطولة الألعاب الآسيوية                                  | 2          | 1          | 9          |
| بطولة الألعاب الآسيوية للصالات المغلقة والفنون القتالية | 1          | 3          | 13         |
| بطولة ألعاب التضامن الإسلامي (2017)                     | 3          | 1          | 11         |

وقد أعلنت اللجنة عن حصيلة ميداليات الإتحادات الرياضية الأردنية لسنة 2018، حيث تم إحراز 270 ميدالية، منها 89 ميدالية ذهبية و 82 ميدالية فضية و 99 ميدالية برونزية في مختلف البطولات.

## معرض الصور

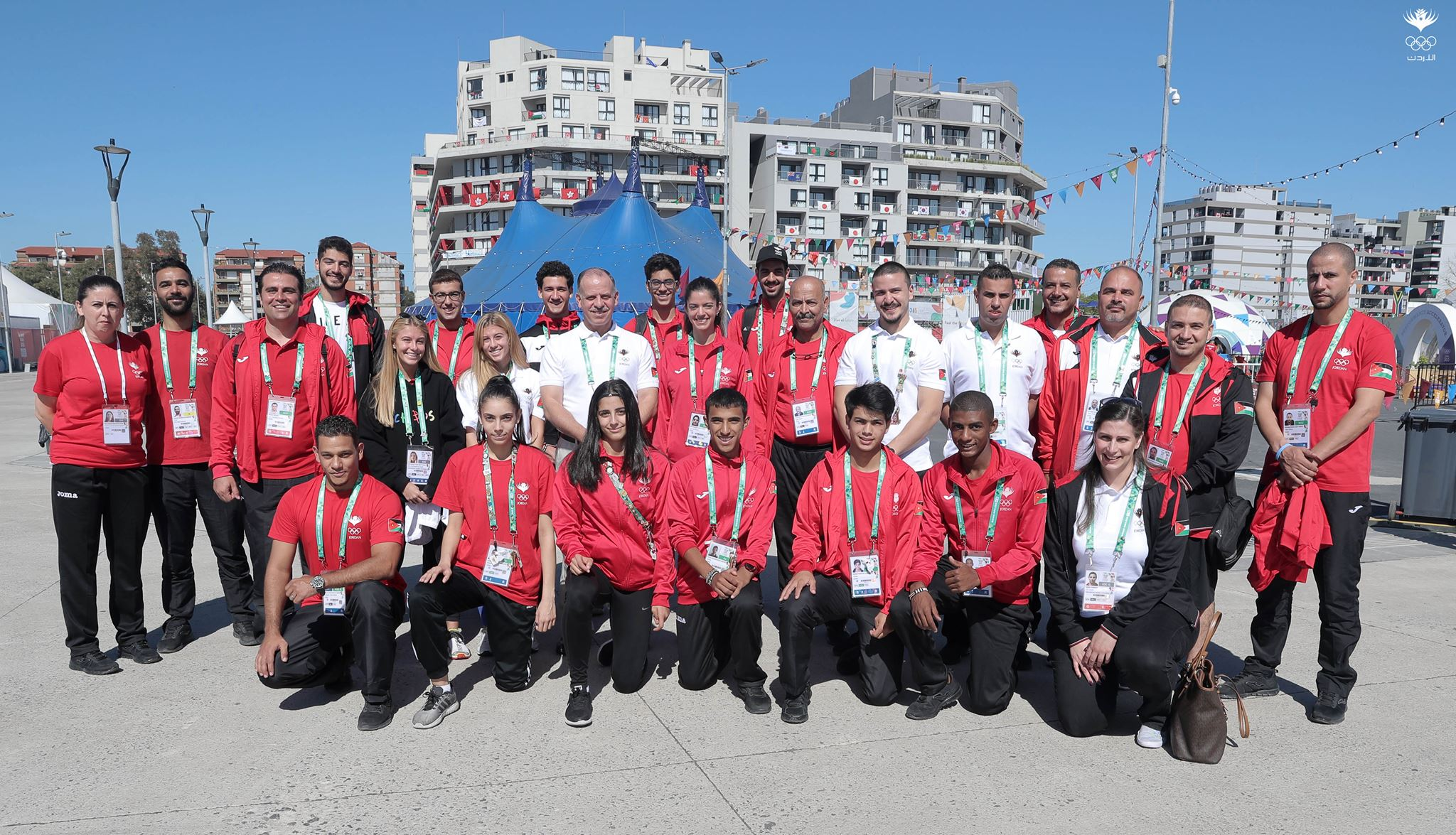
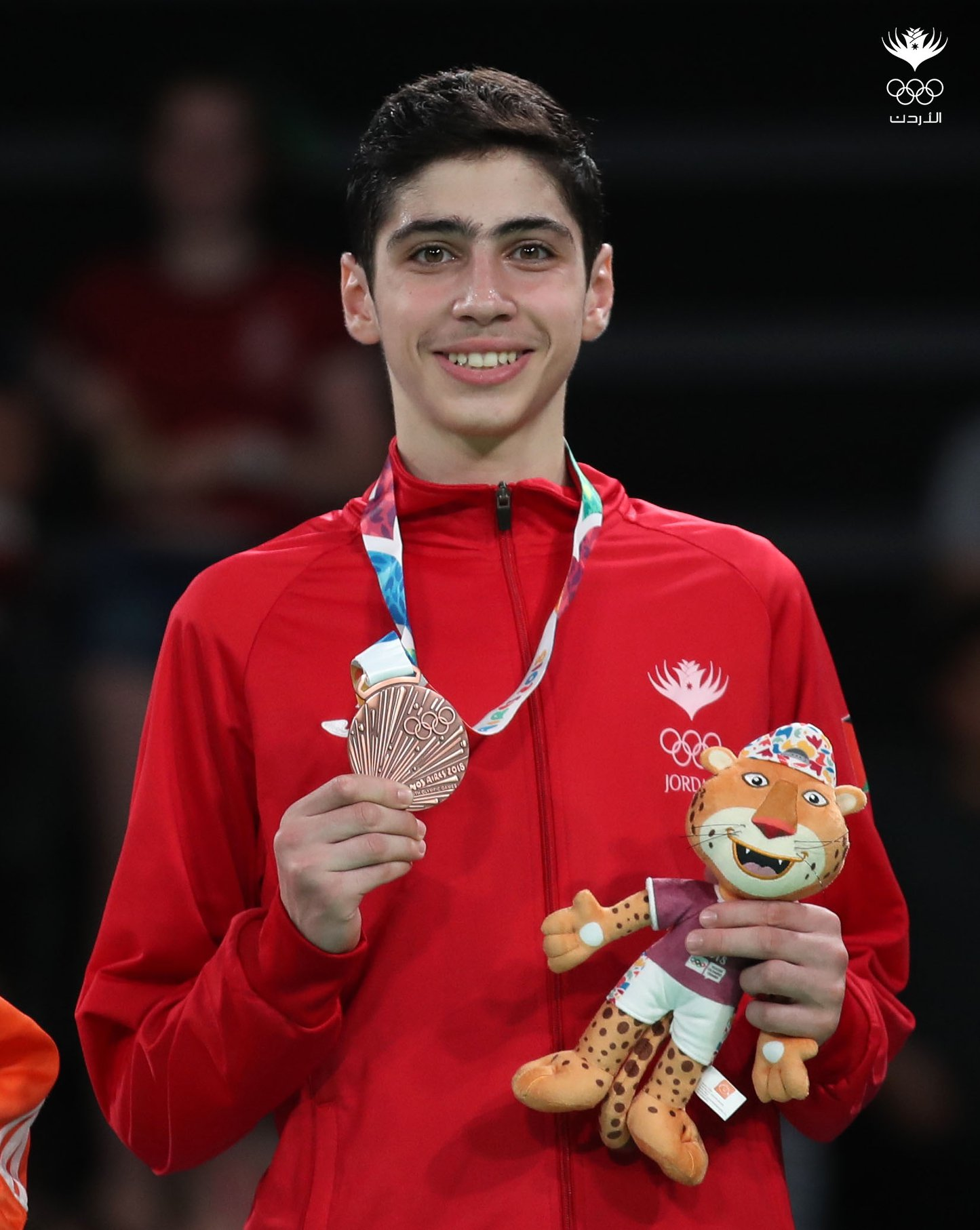
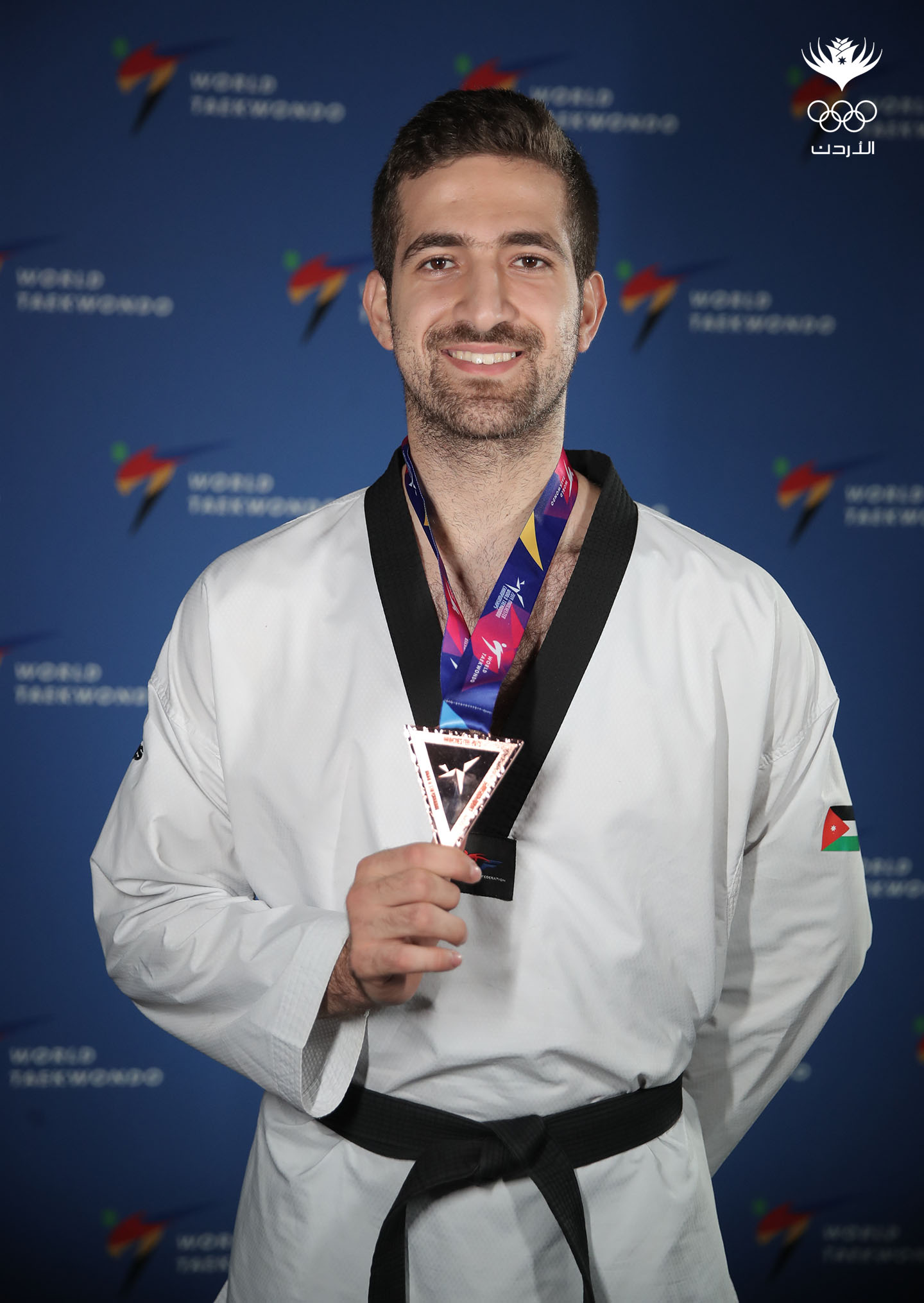
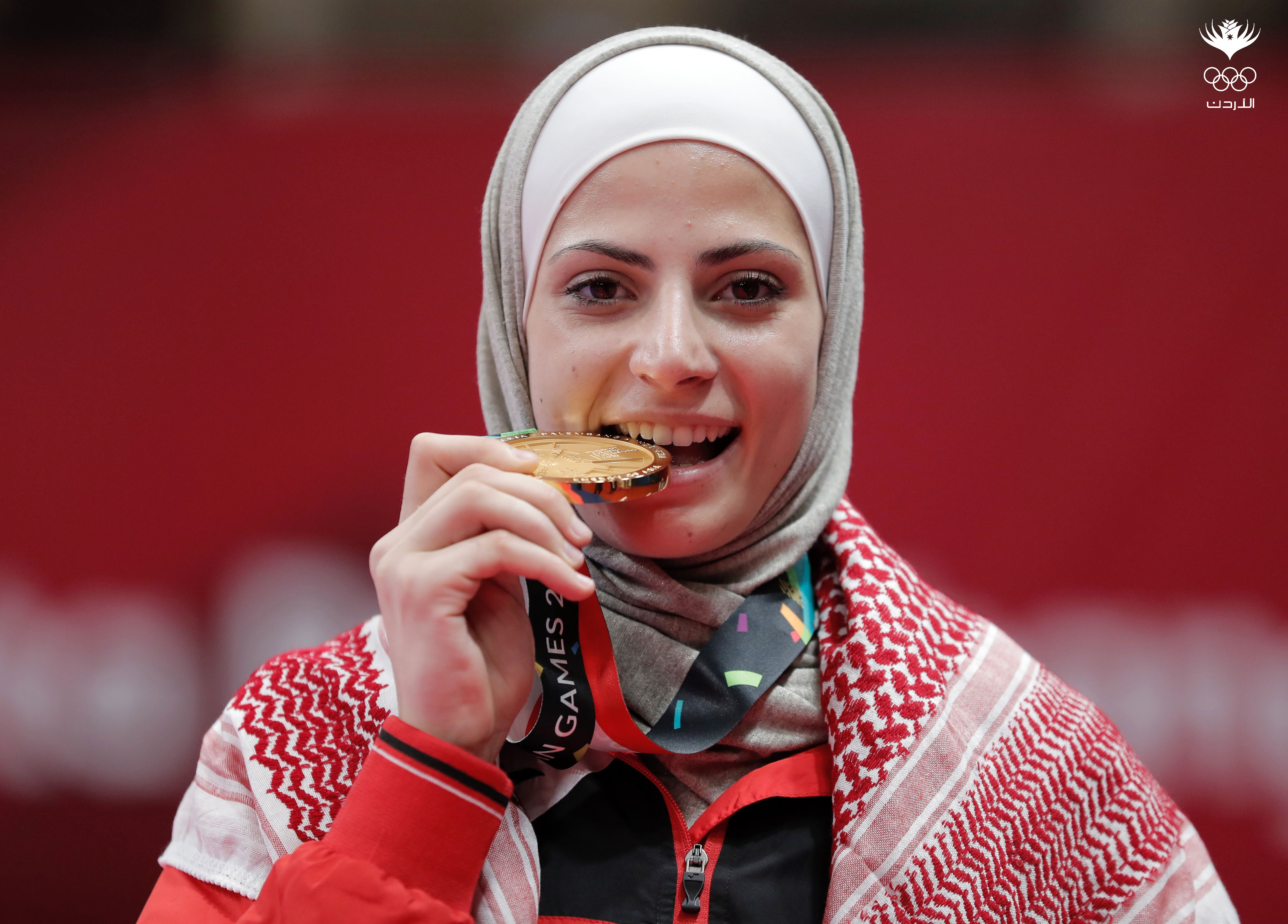
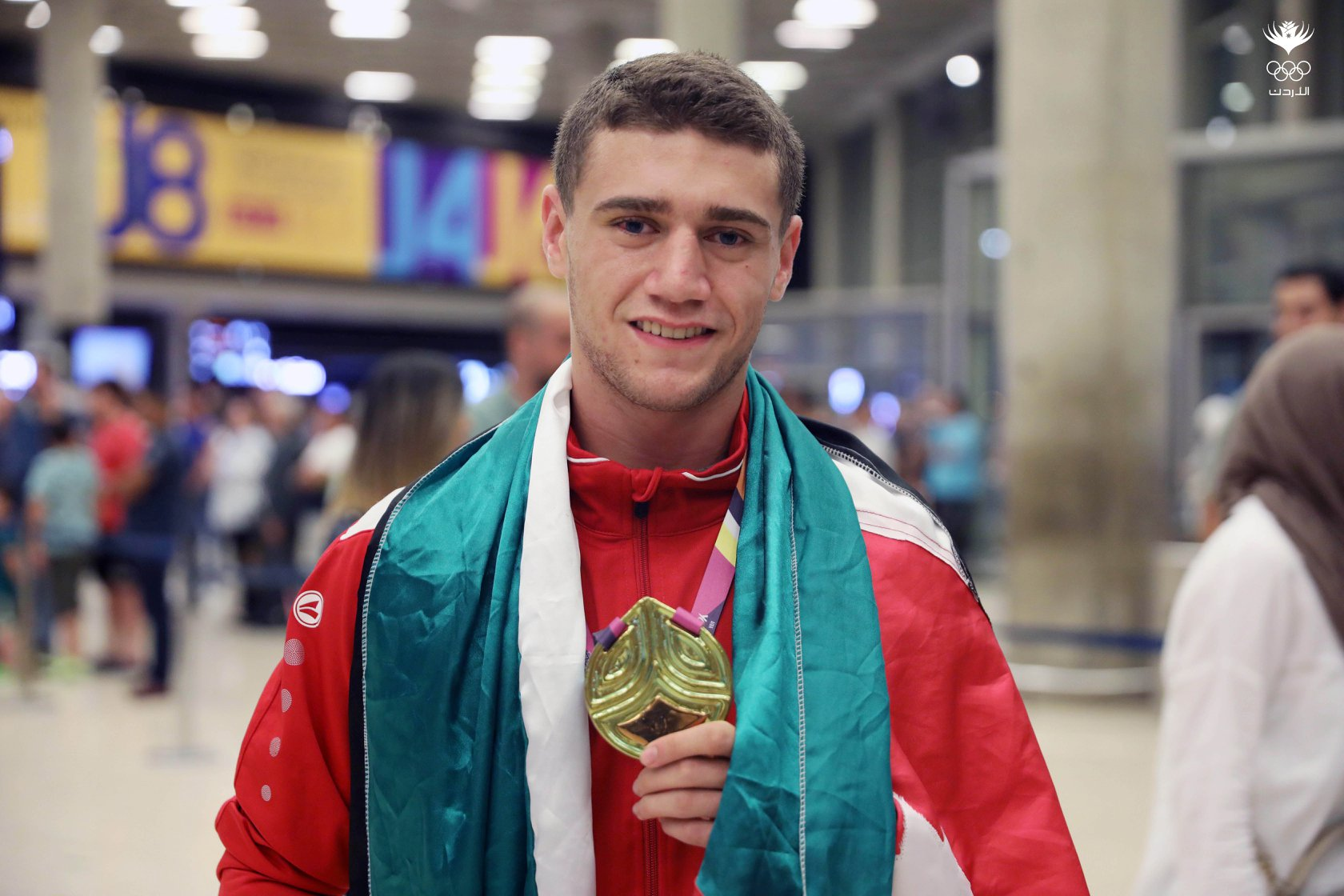
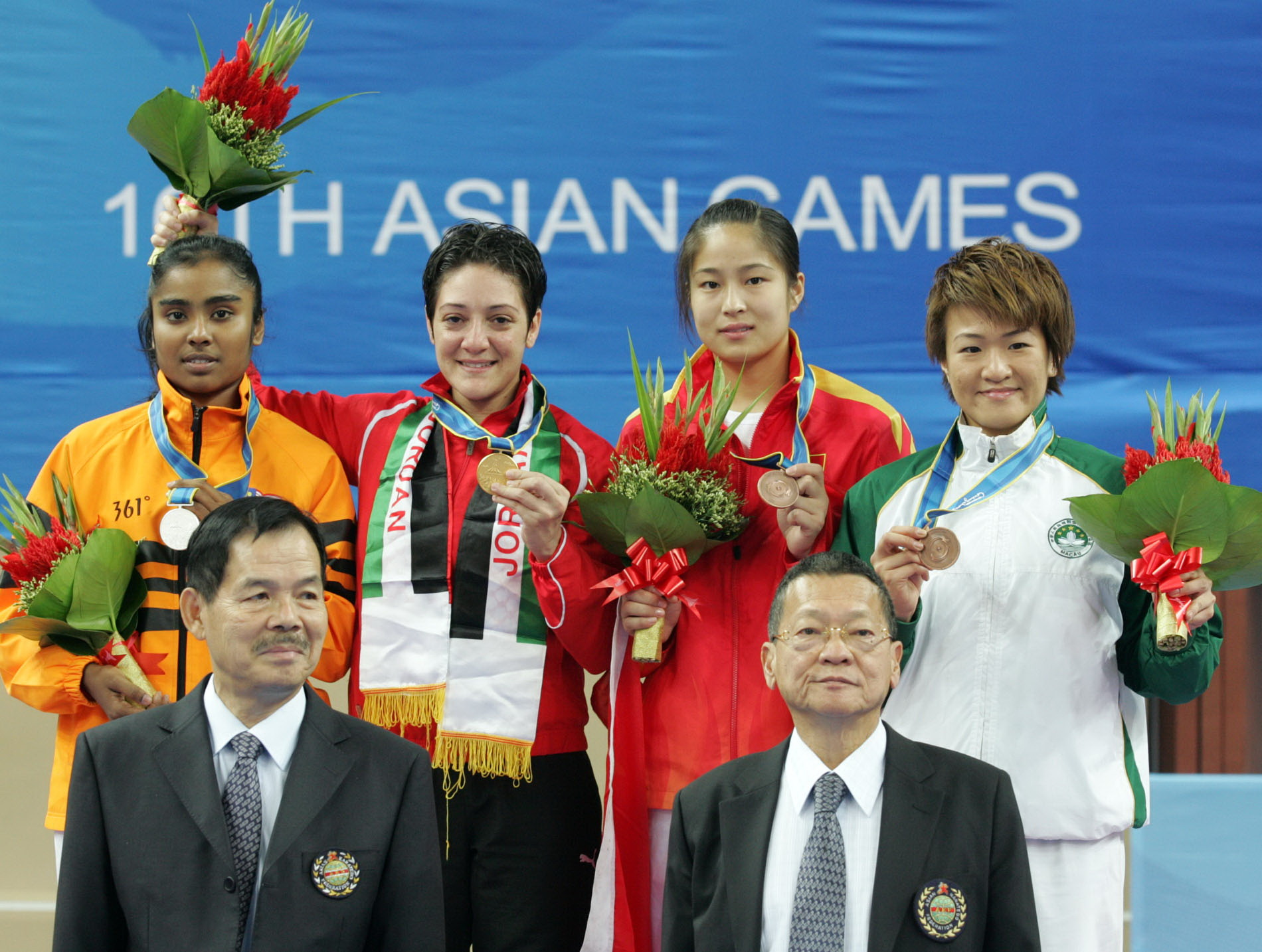
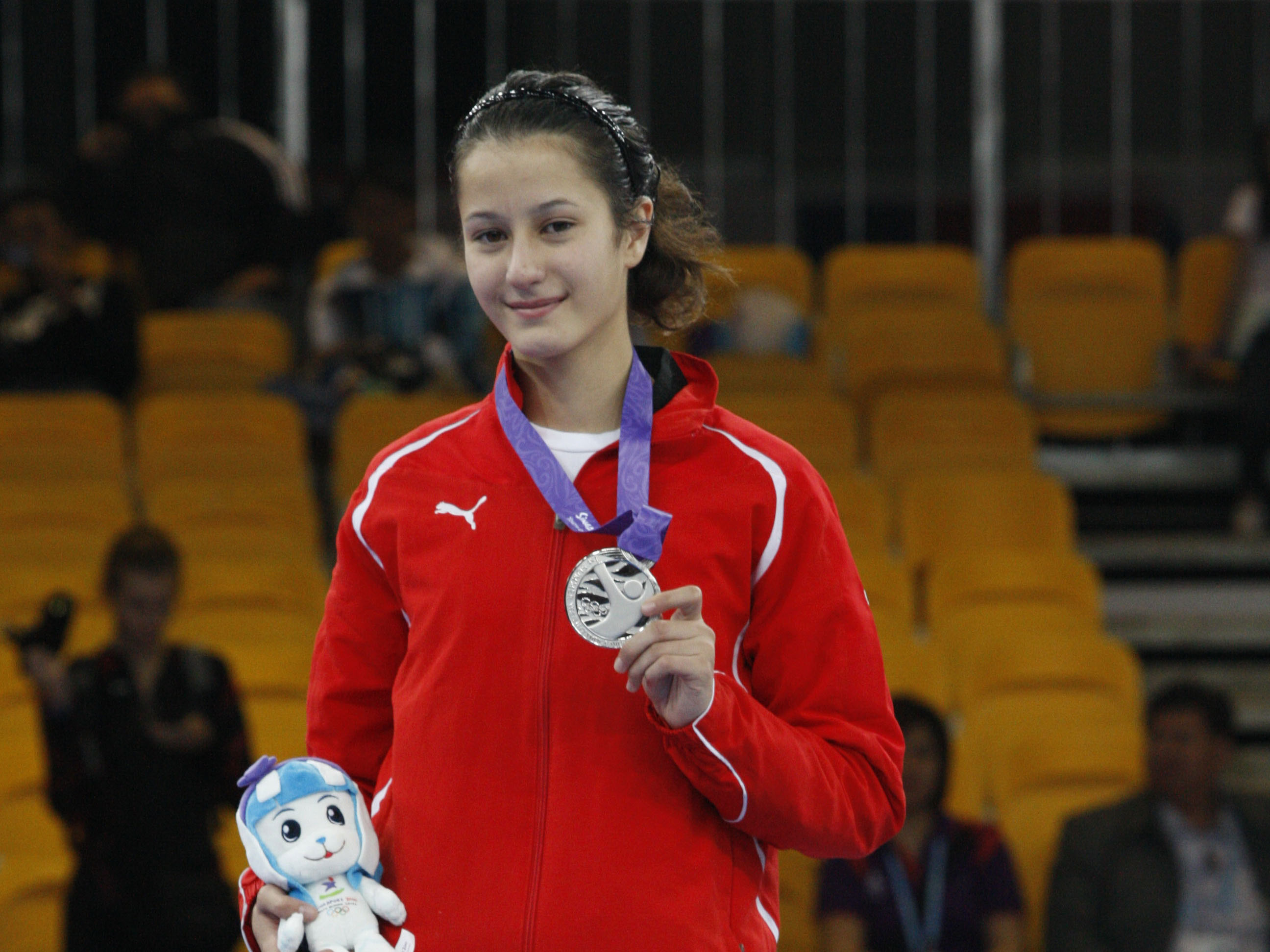

## وصلات خارجية
- الموقع الرسمي للجنة الأولمبية الأردنية